# Пасаринью, Жарбас
Жарбас Гонсалвеш Пасаринью (порт. Jarbas Gonçalves Passarinho; 11 января 1920, Шапури, штат Акри, Бразилия — 5 июня 2016, Бразилиа, Бразилия) — бразильский военный и государственный деятель, министр юстиции (1990—1992), президент Сената Бразилии (1981—1983).

## Биография
Родился в семье владельца малого бизнеса. После окончания школы отправился на обучение в военном училища в Порту-Алегри и артиллерийском училище в Рио-де-Жанейро.
Служил офицером, когда бразильские военные в 1964 г. захватили власть и установили военно-технократический режим. 
Начал свою политическую карьеру в том же году, когда президент Умберто Кастелу Бранку назначил его губернатором штата Пара. Эту должность занимал до 1966 г., когда вошел в состав бразильского Сената, членом которого состоял до 1983 г.
В 1965 г. он вступил в Национальный союз обновления (ARENA) после того как в октябре того же года другие политические партии были распущены. В 1967 г. ушел в отставку из бразильской армии в звании полковника.
В период правления военных входил в состав правительства страны:
- 1967—1969 гг. — министр труда,
- 1969—1974 гг. — министр образования.

В августе 1979 г. выступил одним из разработчиков политической амнистии, которая привела к роспуску правящего Национального альянса  возрождения, а также Бразильского демократического движения (MDB). Вскоре после этого стал соучредителем консервативной Демократической социальной партии (PDS).
В 1981—1983 гг. — президент Сената Бразилии.
В 1983—1985 гг. — министр социального обеспечения, в 1990—1992 гг. — министр юстиции Бразилии. Покинул свой пост перед расследованиями, которые приведли к президентскому импичменту Фернанду Колора ди Мелу.
В 1987—1995 гг. вновь являлся членом бразильского Сената. Был председателем комиссии по расследованию коррупционной деятельности так называемых «бюджетных гномов», депутатов Конгресса от небольших партий, занимавшихся расхищением бюджетных средств.
В 1995 г. вошел в состав Бразильской прогрессивной партии.
Был обладателем 17 почетных степеней и докторантов из разных бразильских университетов. После перехода страны к демократической многопартийной системе в обществе началась кампания за лишение его этих титулов, поскольку отмечалось, что в годы правления военных на посту министра он нанес ущерб бразильской культуре и образованию: принудительно увольнял оппозиционно настроенных исследователей и учителей, преследовал инакомыслящих студентов, ослаблял государственное образование путем приватизации университетов, использовал системы высшего образования в качестве инструмента преследования за распространение информации о безопасности и расследованиях и т. п. Во всех своих заявлениях после демократизации страны, он продолжал оправдывать произвол и государственный террор, осуществлявшийся военной диктатурой (1964—1985). После дебатов в Университетском совете (CONSU) было решено сохранить его почетные регалии, чтобы преодолеть рецидивы прошлого и учитывая его заслуги в поддержке известного ученого Зеферино Ваза.
Похоронен на кладбище Кампо-да-Эсперанса в Бразилиа.

## Награды и звания
Большой крест военного Ордена Христа (1969),
Большой крест ордена Инфанта дона Энрике (1971),
Большой Крест португальского ордена Народного образования (1972),
Большой Крест португальского ордена Заслуг (1987).